# Armas combinadas

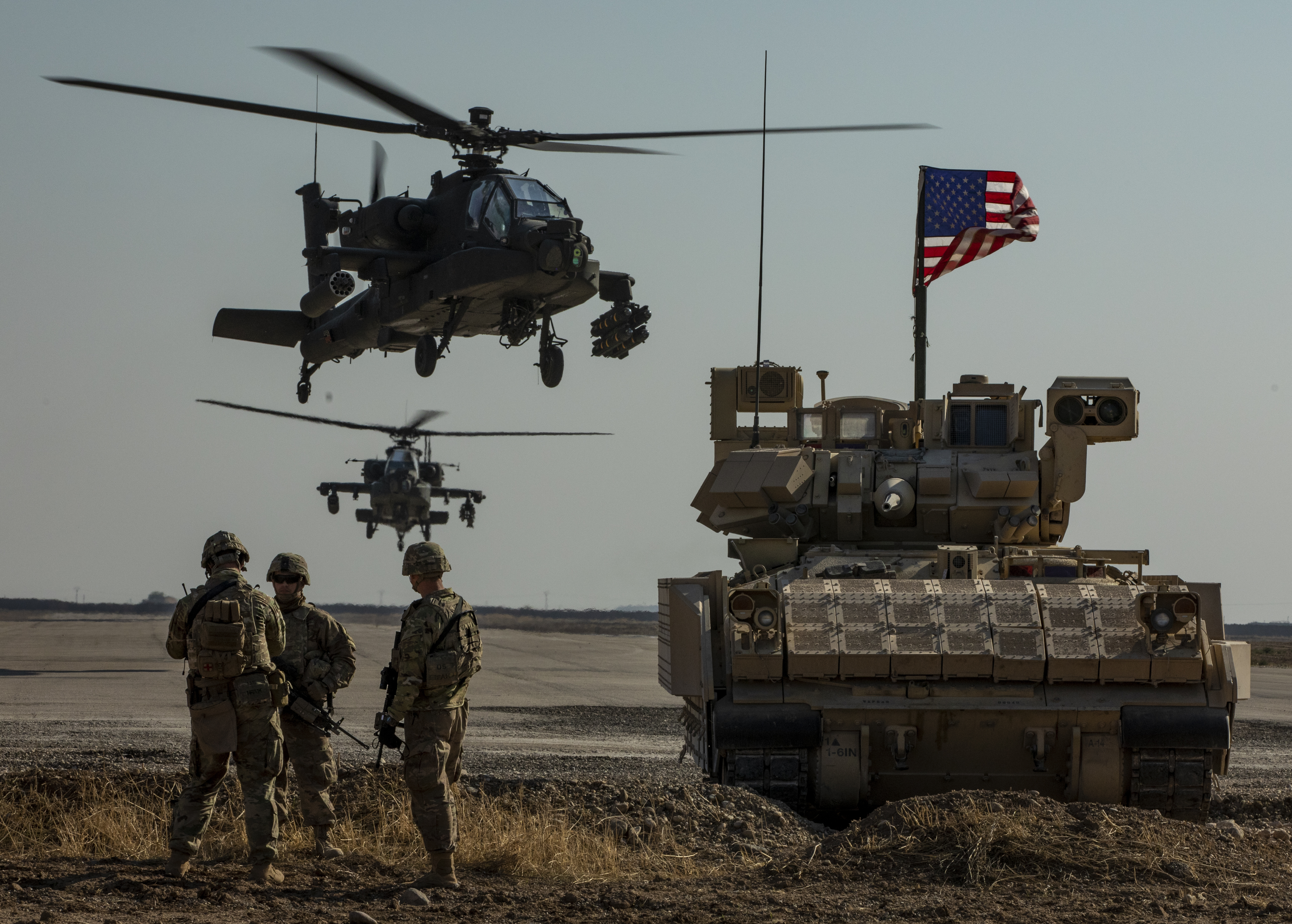
Infantaria, blindados e unidades aéreas do Exército dos Estados Unidos juntas como parte da Operação Inherent Resolve durante a guerra civil síria, em uma demonstração de armas combinadas.

Armas combinadas é o uso em conjunto nas operações militares de diferentes armas/especialidades como infantaria, cavalaria e artilharia, de forma a compensar as fraquezas de cada uma e ter desempenho superior ao que teriam isoladamente. É um conceito antigo.
Ambos os lados na Primeira Guerra Mundial procuraram tirar proveito da ação combinada da artilharia e infantaria. A blitzkrieg na Segunda Guerra Mundial combinava carros de combate, infantaria mecanizada, artilharia e aviação, coordenados pelo rádio.
No atual Exército Português  o conceito pode existir dentro de uma companhia de infantaria, com a combinação de fuzis, metralhadoras, mísseis anticarro e morteiros; na associação de um Batalhão de Infantaria com um Grupo de Carros de Combate; num agrupamento (batalhão temporário) de Leopard 2 e Pandur II 8x8; numa Brigada Blindada com carros de combate, infantaria mecanizada e grupos de artilharia; e num Corpo de Exército ou Exército, com infantaria, divisões de carros de combate, brigadas de artilharia, batalhões de engenharia e componentes navais e aéreos.
No Exército Brasileiro existe em forças-tarefa de M-113 dos Batalhões de Infantaria Blindados e Leopard 1 dos Regimentos de Carros de Combate. Outro tipo de unidade, o Regimento de Cavalaria Blindado, já é na sua organização permanente uma força mista de fuzileiros blindados e carros de combate. Já o Regimento de Cavalaria Mecanizado tem forças de exploradores, viaturas blindadas de reconhecimento, fuzileiros e morteiros.

## Conceito
Armas combinadas é considerada uma abordagem de guerra que busca integrar diferentes armas de combate de um exército para obter efeitos mutuamente complementares (por exemplo, usando infantaria e blindados em um ambiente urbano em que cada um apoia o outro).  De acordo com o estrategista William S. Lind , as (forças) armadas combinadas podem ser distinguidas do conceito de "armas de apoio" da seguinte forma:
Armas combinadas atingem o inimigo com duas ou mais armas simultaneamente de tal forma que as ações que ele deve tomar para se defender de uma o tornam mais vulnerável a outra. Em contraste, as armas de apoio estão atingindo o inimigo com duas ou mais armas em sequência, ou se simultaneamente, então em tal combinação que as ações que o inimigo deve tomar para se defender de um também se defende do(s) outro(s). 
Embora as unidades de nível inferior de uma equipe de armas combinadas possam ser de tipos semelhantes, uma conjugação equilibrada dessas unidades é combinada em uma unidade eficaz de nível superior, seja formalmente em uma tabela de organização ou informalmente em uma solução ad hoc para um campo de batalha. problema. Por exemplo, uma divisão blindada, o modelo moderno da doutrina de armas combinadas, consiste em uma mistura de infantaria, tanque, artilharia , reconhecimento e talvez até unidades de helicóptero, todas coordenadas e dirigidas por uma estrutura de comando unificada.  
Além disso, a maioria das unidades militares modernas pode, se a situação exigir, chamar ainda mais ramos das forças armadas, como a infantaria solicitando bombardeios ou bombardeios por aviões de caça ou bombardeiros ou forças navais para aumentar sua ofensiva terrestre ou proteger suas forças terrestres. A mistura de armas às vezes é empurrada para baixo do nível em que a homogeneidade normalmente prevalece, como anexando temporariamente uma companhia de tanques a um batalhão de infantaria.  

## Guerra na antiguidade
As operações de armas combinadas remontam à antiguidade, onde os exércitos geralmente colocavam uma tela de escaramuçadores para proteger seus lanceiros durante a aproximação ao contato. Especialmente no caso dos hoplitas gregos , no entanto, o foco do pensamento militar estava quase exclusivamente na infantaria pesada. Em situações mais elaboradas, exércitos de várias nacionalidades colocaram em campo diferentes combinações de infantaria leve, média ou pesada, cavalaria, carruagem, camelo, elefante e artilharia (armas mecânicas). Armas combinadas neste contexto eram a melhor maneira de usar as unidades cooperantes, armadas de várias maneiras com armas laterais, lanças ou armas de mísseis, a fim de coordenar um ataque para interromper e depois destruir o inimigo. 
Filipe II da Macedônia melhorou muito as táticas de armas combinadas limitadas das cidades-estados gregas e combinou a falange macedônia recém-criada com cavalaria pesada e outras forças. A falange manteria a linha oposta no lugar, até que a cavalaria pesada pudesse esmagar e quebrar a linha inimiga alcançando a superioridade local. 
A Legião Romana pré-mariana era uma força armada combinada e consistia em cinco classes de tropas. Velites levemente equipados atuaram como escaramuçadores armados com dardos leves. Os hastati e os príncipes formavam a principal força de ataque da legião com espada e pilo (tipo de lança), enquanto os triarii formavam a espinha dorsal defensiva da legião lutando como uma falange com longas lanças e grandes escudos. A quinta classe eram os equites (a cavalaria) usados para reconhecimento, perseguição e guarda dos flancos. 
Após as reformas marianas, a Legião era teoricamente uma unidade de infantaria pesada armada apenas com espada e pilo , e em campo com pequenos escaramuçadores auxiliares anexados e tropas de mísseis, e incorporou uma pequena unidade de cavalaria. A legião às vezes também era incorporada a uma unidade de armas combinadas de alto escalão - por exemplo, em um período era costume um general comandar duas legiões mais duas unidades de tamanho semelhante de auxiliares, unidades mais leves úteis como telas ou para combate em terrenos acidentados. 
O exército da Dinastia Han também é um exemplo, colocando em campo infantaria corpo a corpo, besteiros e cavalaria (variando de arqueiros a cavalo a lanceiros pesados). Civilizações como os cartagineses e os sassânidas também eram conhecidas por terem colocado em campo uma combinação de infantaria apoiada por poderosa cavalaria. 

## Idade Média
Na Batalha de Hastings (1066), a infantaria inglesa lutando por trás de uma parede de escudos foi derrotada por um exército normando composto por arqueiros, soldados de infantaria (infantaria) e cavaleiros montados (cavalaria). Uma das táticas usadas pelos normandos era fazer os ingleses a deixarem a parede de escudos para atacar a infantaria normanda em retirada apenas para destruí-los em campo aberto com a cavalaria. Da mesma forma, os sheltrons (ou schiltron, unidade em falange compacta) escoceses - que foram desenvolvidos para combater as cargas da cavalaria pesada inglesa e foram usados com sucesso contra a cavalaria inglesa na Batalha de Stirling Bridge (1297) - foram destruídos na Batalha de Falkirk (1298) por arqueiros ingleses atuando em conjunto com cavaleiros montados. Tanto Hastings quanto Falkirk mostraram como armas combinadas podem ser usadas para derrotar inimigos contando com apenas um braço.  
As vitórias inglesas de Crécy, Poitiers e Agincourt foram exemplos de uma forma simples de armas combinadas, com uma combinação de cavaleiros desmontados formando uma base para formações de arqueiros ingleses . Os arqueiros levemente protegidos podiam derrubar seus oponentes franceses à distância, enquanto os homens de armas blindados podiam lidar com qualquer francês que chegasse às linhas inglesas. Este é o cerne das armas combinadas: permitir que uma combinação de forças consiga o que seria impossível para seus elementos constituintes fazerem sozinhos.Durante a Idade Média, as forças militares usavam armas combinadas como método de vencer batalhas e promover os objetivos de longo prazo de um líder de guerra ou de um rei. Alguns historiadores afirmam que durante a Idade Média não havia arte estratégica ou tática para o combate militar.  
O termo usado à época era "como um engajamento militar geral". Na busca dos objetivos e do interesse próprio de um líder, o pensamento tático e estratégico era usado junto com o aproveitamento do terreno e do clima na escolha de quando e onde travar a batalha. O exemplo mais simples é a combinação de diferentes especialidades como arqueiros, infantaria, cavalaria (cavaleiros ou tropas de choque) e até milícia camponesa. Às vezes, cada força lutava sozinha e ganhava ou perdia dependendo da competência militar adversária. Durante a Idade Média, os líderes utilizaram uma combinação dessas forças qualificadas e não qualificadas para vencer batalhas. Um exército que tem várias habilidades disponíveis pode engajar uma força maior que incorpora principalmente um ou dois tipos de tropas. 
Cada tipo de formação militar – infantaria, arqueiros, cavalaria ou camponeses – tem certas vantagens que a outra não tem. A infantaria permite que uma força mantenha o terreno e, no caso de forças inimigas esmagadoras, retirem-se para um terreno que as tropas montadas não podem manobrar com tanta facilidade, negando assim a vantagem do cavalo. Arqueiros fornecem impasse com seus arcos ou bestas. A cavalaria pode manobrar mais rápido e fornecer um ataque rápido antes que o inimigo tenha tempo de preparar as defesas. Os camponeses são mais numerosos e mais baratos nos cofres reais. A longo prazo, o exército pode treinar e aprender as habilidades das especialidades para aumentar a eficácia do combate. Isso é conhecido como um multiplicador de combate hoje. A combinação das diferentes habilidades ajuda a fornecer ao comandante a flexibilidade para minimizar os riscos quando se trata de engajamentos. O objetivo geral de qualquer força militar é lutar e vencer, ao mesmo tempo em que preserva o maior número de combatentes para realizar os objetivos estratégicos maiores do rei. Isso pode ser visto em alguns dos compromissos durante a Idade Média. 

### Exemplos de uso de armas combinadas em batalha
O uso efetivo de armas combinadas pode – em conjunto com considerações estratégicas e táticas – sobrecarregar as forças adversárias, mesmo aquelas que são numericamente superiores. O uso do terreno e do clima também pode ajudar no uso de armas combinadas para obter os resultados desejados pelo comandante de uma força militar. 
Crécy-en-Ponthieu
Em meados de 1346, na batalha de Crecy-en-Ponthieu, um exército inglês de 3.000 a 20.000 soldados mistos estabeleceu uma linha defensiva para as forças francesas que se aproximavam, totalizando quase 100.000 soldados mistos. Os ingleses, estando em posição defensiva, desmontaram seus cavaleiros para aumentar as forças de infantaria nas linhas de defesa. Não está claro pelas fontes a localização dos arqueiros ingleses, nos flancos, misturados às tropas de linha, ou atrás das linhas; o mais provável era que eles fossem formados ao longo dos flancos de acordo com posições anteriores em batalhas anteriores. Os franceses chegaram ao campo de batalha e enviaram seus besteiros à frente da cavalaria para atacar as linhas inglesas. A eficácia dos besteiros foi limitada pela chuva ter encharcado as cordas das bestas reduzindo sua eficácia. Os arqueiros ingleses conseguiam manter as cordas dos arcos secas e só as usavam quando os besteiros estavam ao alcance. Isso levou ao massacre dos besteiros e à retirada dos sobreviventes que foram pisoteados pela cavalaria francesa que avançava. Isso também interrompeu um avanço já desorganizado após uma longa marcha para o campo de batalha pela cavalaria. O ataque fragmentado das forças francesas levaria a uma vitória inglesa. 
Batalha de Morgarten
Em 1315, camponeses suíços, arqueiros e infantaria em Morgarten conseguiram emboscar uma força austríaca maior. Os suíços se rebelaram contra o domínio austríaco e canalizaram as forças austríacas para passagens facilmente defendidas nas montanhas suíças. Os camponeses e arqueiros no terreno alto efetivamente choveram flechas e pedras para desorganizar as forças austríacas e a infantaria carregou em forçar a guarda avançada a recuar para o corpo principal causando mais confusão, bem como uma retirada militar geral dos militares austríacos. 
Batalha de Aubroche
Em 1345, um exército inglês de cerca de 1.200 homens estava se movendo pela região do Périgord, na Gasconha. O exército francês alcançou fora da cidade de Aueroche, mas não sabia que os ingleses haviam se escondido na floresta perto de onde os franceses acamparam na chegada. Durante o jantar, os franceses foram surpreendidos por um ataque disfarçado de arqueiros ingleses. As forças francesas desorganizadas foram massacradas e não tiveram escolha a não ser se retirar. 

## Séculos XV a XIX
Geralmente as cavalarias da savana da África Ocidental usavam uma abordagem de armas combinadas, raramente operando sem apoio de infantaria.  O exército francês dos reis Valois , composto por gendarmes fortemente blindados (versões profissionais do cavaleiro medieval ), piqueiros mercenários suíços e Landsknecht e canhões pesados, tomou forma durante a transição do modo medieval de guerra para o início do período moderno.  O final do século XV viu o desenvolvimento de formações combinadas de pique e tiro na Europa , começando com as colunelas do general espanhol Gonzalo Fernández de Córdoba , evoluindo para os tercios da Espanha dos Habsburgos e do Exército Imperial do Sacro Império Romano durante o século XVI. 
No Japão, na batalha de Nagashino (長篠の戦い) em 1575, as forças do clã Oda empregaram com sucesso armas combinadas contra o clã Takeda, que dependia fortemente da cavalaria. O exército Oda ergueu paliçadas para proteger seus mosqueteiros ashigaru que derrubaram a cavalaria Takeda enquanto seus samurais cortavam quaisquer inimigos que conseguissem se aproximar do alcance corpo a corpo. O século XVII viu o uso crescente de armas combinadas no nível inferior (regimental). O rei Gustavus Adolphus da Suécia foi o proponente da ideia. Para apoio de fogo, ele anexou equipes de "mosqueteiros comandados" a unidades de cavalaria e colocou em campo canhões leves de 3 libras para fornecer artilharia orgânica às unidades de infantaria. No século XVIII, o conceito de legião foi revivido. As legiões agora consistiam em mosqueteiros, infantaria leve, dragões (cavalaria) e artilharia em uma força do tamanho de uma brigada . Essas legiões frequentemente combinavam militares profissionais com milícias. Talvez o exemplo mais notável seja o uso de cavalaria leve , infantaria leve e artilharia a cavalo leve em destacamentos avançados por La Grande Armée da França durante as Guerras Napoleônicas. 

### Guerras Napoleônicas
Após 25 anos de guerra quase contínua, os exércitos participantes das guerras napoleônicas que estiveram na Batalha de Waterloo foram organizados de maneira semelhante - em corpos que continham infantaria, cavalaria e artilharia  e usaram táticas de armas combinadas semelhantes. 
Dentro de cada corpo havia divisões de infantaria ou cavalaria compostas por brigadas e uma unidade de artilharia. Um exército normalmente também teria reservas de todas as três armas sob o comando direto do comandante do exército, que poderiam ser enviadas em apoio a qualquer corpo ou divisão de um corpo para aumentar qualquer arma que o general do exército considerasse necessário. A grande carga de cavalaria francesa comandada pelo marechal Ney durante a batalha não conseguiu quebrar os quadrados de infantaria de Wellington e o fracasso de Ney em complementar sua cavalaria com artilharia a cavalo suficiente para quebrar os quadrados abertos é geralmente dado como um fator importante que contribui para o fracasso. É um exemplo de por que os generais precisavam usar armas combinadas para superar as táticas usadas pelos oficiais inimigos para frustrar um ataque de um único braço de um exército. 
Em contraste, o 27º batalhão sofreu 478 baixas de uma força inicial de 750 por causa de sua exposição ao ataque por armas combinadas francesas. Eles estavam localizados perto do centro da linha do oficial Wellington, mas ao contrário da maioria do resto da infantaria de Wellington estavam em um declive no lado exposto da escarpa de Mont-Saint-Jean. Expostos como estavam, eles foram forçados a ficar em posição quadrada a maior parte do dia por medo do ataque da cavalaria e, assim, tornaram-se um alvo fácil e denso para a artilharia em massa de Napoleão. 

## Século XX

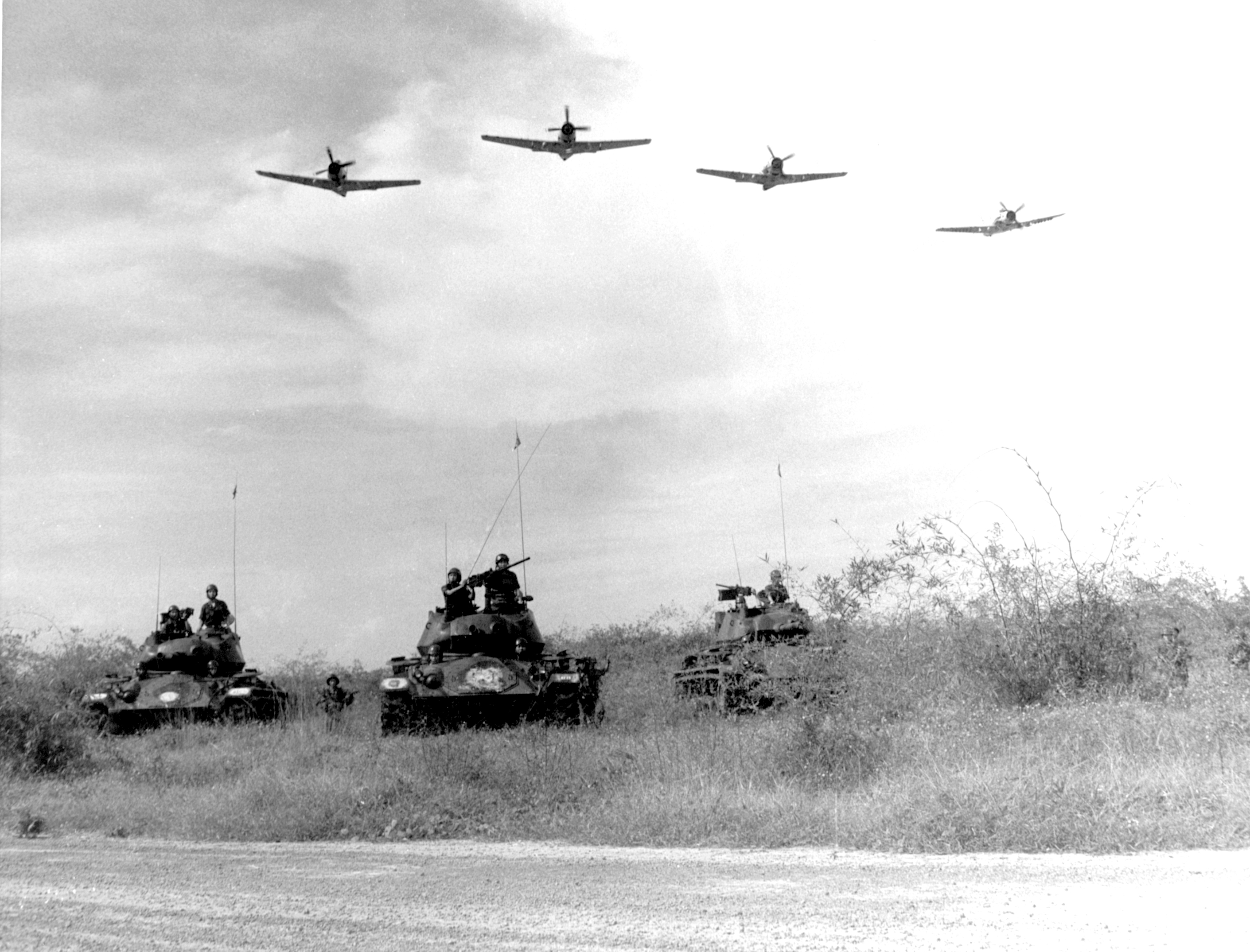
Infantaria, carros de combate e aviação americanos na Guerra do Vietnã, 1963

O desenvolvimento de táticas modernas de armas combinadas começou na Primeira Guerra Mundial . No início da Frente Ocidental, a guerra de trincheiras permaneceu estagnada. Os generais de ambos os lados aplicaram o pensamento militar convencional às novas armas e situações que enfrentaram. Nesses estágios iniciais, as táticas geralmente consistiam em barragens de artilharia pesada seguidas de ataques frontais em massa contra inimigos bem entrincheirados. Essas táticas foram em grande parte mal sucedidas e resultaram em grande perda de vidas. 
À medida que a guerra avançava, novas táticas de armas combinadas foram desenvolvidas, muitas vezes descritas como a "batalha de todas as armas". Estes incluíam apoio direto de fogo de artilharia aproximada para atacar soldados (a chamada "barragem de fogo rastejante"), apoio aéreo e apoio mútuo de tanques e infantaria. Uma das primeiras instâncias de armas combinadas foi a Batalha de Cambrai, na qual os britânicos usaram tanques, artilharia, infantaria, armas pequenas e poder aéreo para romper as linhas inimigas.  Anteriormente, tal batalha teria durado meses com muitas centenas de milhares de baixas. Coordenação e planejamento foram os elementos-chave, e o uso de táticas de armas combinadas na Ofensiva dos Cem Dias em 1918 permitiu que as forças aliadas explorassem avanços nas trincheiras inimigas, forçando a rendição das Potências Centrais.  
Na Segunda Guerra Mundial, as armas combinadas eram uma parte fundamental de algumas doutrinas operacionais como a Blitzkrieg alemã ou a doutrina soviética de batalha profunda , que se baseava na combinação de tanques, unidades móveis (infantaria ou cavalaria mecanizada) e infantaria, enquanto apoiadas por artilharia. Em 1963, o Corpo de Fuzileiros Navais dos Estados Unidos formalizou o conceito da Força-Tarefa Aéreo-Terrestre da Marinha, que combinava a aviação marinha e as unidades terrestres da Marinha para missões expedicionárias.  
A Guerra do Vietnã teve uma profunda influência no desenvolvimento da doutrina de armas combinadas do Exército dos EUA. Devido ao terreno muito difícil que impedia o acesso às áreas de operação controladas pelo inimigo, as tropas eram frequentemente mobilizadas por assalto aéreo. Por esse motivo, as tropas americanas no Vietnã tiveram seis vezes mais combates do que nas guerras anteriores, devido ao menor tempo gasto em atrasos logísticos. O resultado: uma unidade de infantaria aumentou em eficácia por um fator de quatro para seu tamanho, quando apoiada com munição, comida e combustível entregues por helicóptero.  Com o tempo, o Exército dos EUA no Vietnã também aprendeu a combinar operações de helicóptero e infantaria aeromóvel com as unidades blindadas e de artilharia operando debases de apoio de fogo, bem como a marinha de águas marrons dos EUA e as unidades de apoio aéreo aproximado da força aérea americana que as apoiam. 
Na Guerra do Golfo de 1991 , uma mistura de ataques de aeronaves de asa fixa, incluindo bombardeio de saturação e bombardeio de precisão, foi usada em combinação com um grande número de ataques de helicópteros de ataque. Durante a fase de assalto ao solo, tanques e outros veículos de batalha armados apoiados por aeronaves de ataque varreram as forças restantes. A linha de frente avançou a mais de 40-50 km/h no limite superior dos veículos rastreados do Exército. 

### Pós Guerra Fria (1993 até o presente)
Em 2000, o Exército dos EUA começou a desenvolver um novo conjunto de doutrinas destinadas a usar a superioridade da informação para travar a guerra. Seis equipamentos foram cruciais para isso: AWACS (Alerta e controle aéreo antecipado), um radar aéreo JSTARS (Sistema de Radar de Ataque ao Alvo de Vigilância Conjunta Northrop Grumman E-8), GPS (sistema de posicionamento global), o rádio digital VHF SINCGARS (Sistema de rádio terrestre e aéreo de canal único) e computadores robustos. O grupo é complementado por fotos de satélite e recepção passiva de emissões de rádio inimigas, observadores avançados com designação de alvo digital, aeronaves de reconhecimento especializadas, radares anti-artilharia e software de colocação de armas para artilharia. Tudo alimenta a rede.  
Com base nessa doutrina, muitos veículos terrestres dos EUA se deslocavam sozinhos pela paisagem. Se encontrassem uma tropa inimiga ou concentração de veículos, assumiriam uma postura defensiva, lançariam o máximo de fogo de cobertura possível, designariam os alvos para os meios aéreos e de artilharia solicitados. Em poucos minutos, as aeronaves da estação dirigiriam suas missões para cobrir o veículo terrestre. Dentro de meia hora, forças de ataque pesadas se concentrariam para aliviar o veículo isolado. Em uma hora e meia o veículo aliviado seria reabastecido.  

### Citações
1. ↑  Beal et al. 2009, p. 51.
2. ↑  Ferreira 2020, pp. 15-16.
3. ↑  Ortega 2016, pp. 13-15.
4. ↑  Rocha 2015, pp. 5-6.
5. ↑  Rocha 2015, pp. 14-17.
6. ↑  Ferreira 2020, pp. 17-18.
7. ↑  Ferreira 2020, Resumo.
8. ↑  Beal et al. 2009.
9. ↑  Ferreira 2020, pp. 19-20.
10. 1 2  Rocha 2015, p. 7.
11. ↑  Ortega 2016, pp. 37-40.
12. ↑  Trindade 2013, pp. 7-8.
13. ↑  Mesquita, Alex Alexandre de (9 de junho de 2015). «O RCB como Paradigma de Organização da Tropa Blindada do Brasil». DefesaNet. Consultado em 26 de fevereiro de 2021
14. ↑  «ADRP 3-0: Unified Land Operations» (PDF). armypubs.army.mil. Consultado em 22 de abril de 2022
15. ↑  Lind, William S. (1985). Maneuver Warfare Handbook. New York: Westview Press. OCLC 746747188
16. 1 2 3 4 5 6 7  House, Jonathan M. (2002). Toward combined arms warfare : a survey of 20th-century tactics, doctrine, and organization. Combat Studies Institute. Honolulu, Hawaii: University Press of the Pacific. OCLC 56407847
17. 1 2  «Combined Arms Operations». www.benning.army.mil. Consultado em 22 de abril de 2022
18. 1 2 3 4 5  Chikammadu, ALI Caleb. Enotenplato The Chronicle of Military Doctrine' (em inglês). [S.l.]: Lulu.com
19. ↑  Hamilton, John (2010). Knights and Heroes, Fantasy and Folklore. ABDO Publishing Company. p. 18. ISBN 9781617842856. Set 2.
20. 1 2 3 4  Contamine, Philippe (1984). War in the Middle Ages. Michael Jones. New York, NY, USA: B. Blackwell. OCLC 10996330
21. ↑  DeVries, Kelly (1996). Infantry Warfare in the early Fourteenth Century. Rochester, NY: Boydell Press. p. 18.
22. 1 2 3 4  DeVries, Kelly; Smith, Robert Douglas (2012). Medieval Military Technology. Toronto: University of Toronto Press.
23. ↑  DeVries, Kelly (1996). Infantry Warfare in the early Fourteenth Century. Rochester, NY: Boydell Press. p. 18.
24. 1 2  Thornton, John Kelly Warfare in Atlantic Africa, 1500–1800, Routledge: 1999 ISBN 1857283937
25. 1 2 3  Haythornthwaite, Philip (2007). The Waterloo Armies: Men, organization and tactics (illustrated ed.). Pen and Sword. p. 12. ISBN 9781844155996.
26. ↑  Thornton, John Kelly Warfare in Atlantic Africa, 1500–1800, Routledge: 1999 ISBN 1857283937.
27. ↑  House, Jonathan M. (1984). "Toward Combined Arms Warfare: A survey of 20th-century tactics, doctrine, and organization" (PDF). University Press of the Pacific. US Army Command General Staff College.
28. ↑  Perry, Roland (2004). Monash: The outsider who won a war. Sydney: Random House.
29. ↑  Palmer, Peter J. (31 May 2009). "Cambrai 1917: The myth of the great tank battle". WesternFrontAssociation.com. Retrieved 5 April 2017.
30. ↑  «Home of the Thundering Third. United States Marine Corps.». www.marines.mil. Consultado em 22 de abril de 2022
31. 1 2  Stanton, Shelby (1999). The 1st Cav[elry] in Vietnam: Anatomy of a division. Novato: Presidio Press. pp. 111–132.

Schlight, John (2003). Help from Above: Air Force close air support of the Army 1946–1973. Washington, D.C.: Air Force History and Museums Program. pp. 299–352.
32. 1 2  Chikammadu, ALI Caleb. Enotenplato The Chronicle of Military Doctrine' (em inglês). [S.l.]: Lulu.com